# جزیره شیلوئه
جزیره شیلوئه (به اسپانیایی: Chiloé Island) یک جزیره در شیلی است که در اقیانوس آرام واقع شده‌است.

## خصوصیات
جزیره شیلوئه ۱۵۴٬۷۷۵ نفر جمعیت دارد.